# Andalucia (píseň)
„Andalucia“ je píseň velšského hudebníka a skladatele Johna Calea. Jde o v pořadí čtvrtou píseň z jeho třetího sólového alba Paris 1919, které vydala v březnu roku 1973 společnost Reprise Records. Cale je autorem hudby i textu písně. Producentem původní nahrávky byl Chris Thomas, který produkoval celé album Paris 1919. Délka původní písně dosahuje tří minut a 54 sekund. V roce 2006 vyšlo album Paris 1919 v reedici s řadou bonusů, mezi nimiž je například také alternativní verze písně „Andalucia“ (Cale zde zpívá jen části textu). Novinář Stephen Holden označil za nejkrásnější píseň z alba Paris 1919. Cale také řadu let po vydání několikrát představil celé album včetně této písně za doprovodu orchestru. Americká skupina Yo La Tengo vydala coververzi písně „Andalucia“ na svém albu Fakebook v roce 1990. Americký hudebník Andrew Bird vydal svou verzi písně na své desce Hark! (2020). K jeho verzi byl natočen animovaný videoklip, který režírovala Abigail Portner.